# Deseadano
Il Deseadano (in spagnolo: Deseadense) è un periodo della scala dei tempi geologici che si estende tra 29 e 21 milioni di anni fa, compreso tra il Paleogene e il Neogene, e utilizzato specificamente per la classificazione SALMA (dall'inglese: South American land mammal age) dei mammiferi terrestri del Sud America.
In questa scala, segue il Tinguiriricano e precede il Colhuehuapiano.

## Etimologia
Il Deseadano deriva il suo nome dalla Formazione Deseado del Massiccio del Deseado, situato nella parte orientale della Patagonia argentina.

## Formazioni
| Formazione                                | Paese             | Bacino                    | Note          |
| ----------------------------------------- | ----------------- | ------------------------- | ------------- |
| Formazione Deseado                        | Argentina         | Massiccio del Deseado     | [ 2 ]         |
| Formazione Abanico                        | Cile              | Bacino Abanico            | [ 3 ] [ 4 ]   |
| Formazione Agua de la Piedra Formation    | Argentina         | Precordillera             | [ 5 ]         |
| Formazione Barzalosa                      | Colombia          | Valle Magdalena superiore | [ 6 ]         |
| Formazione Castillo                       | Venezuela         | Bacino Falcón             | [ 7 ]         |
| Formazione Chambira                       | Perù              | Bacino Ucayali            | [ 8 ]         |
| Formazione Chilcatay                      | Perù              | Bacino Pisco              | [ 9 ] [ 10 ]  |
| Formazione Dos Bocas Formation            | Ecuador           | Bacino Progreso           | [ 11 ]        |
| Formazione Fray Bentos                    | Argentina Uruguay | Bacino Paraná             | [ 12 ] [ 13 ] |
| Formazione Monte León                     | Argentina         | Bacino Austral            | [ 14 ] [ 15 ] |
| Formazione Moquegua                       | Perù              | Bacino Moquegua           | [ 16 ]        |
| Formazione Mugrosa                        | Colombia          | Valle Magdalena           | [ 17 ]        |
| Formazione Petaca                         | Bolivia           | Cintura sub andina        | [ 18 ] [ 19 ] |
| "Puca Group" - fauna Lacayani             | Bolivia           | Cintura sub andina        | [ 20 ]        |
| Formazione Río Baguales                   | Cile              | Bacino Aysén              | [ 21 ]        |
| Formazione Salla                          | Bolivia           | Bacino Salla-Luribay      | [ 22 ]        |
| Formazione Sarmiento                      | Argentina         | Bacino Golfo San Jorge    | [ 23 ] [ 24 ] |
| Formazione Tremembé /Formazione São Paulo | Brasile           | Bacino Taubaté            | [ 25 ]        |

## Fossili
| Gruppo           | Fossili | Formazione        | Note                                                                                              |
| ---------------- | --- | ----------------- | ------------------------------------------------------------------------------------------------- |
| Mammiferi        | Ancylocoelus frequens, A. minor, Archaeohyrax patagonicus, Archaeutatus malaspinensis, Argyrohyrax proavus, Asmodeus osborni, Australohyaena antiqua, Cephalomys arcidens, C. plexus, Chubutomys simpsoni, Deseadomys arambourgi, Liarthrus copei, Litodontomys chubutensis, Meteutatus aff. lagenaformis, Parastrapotherium holmbergi, Progaleopithecus tournoueri, Protosteiromys asmeodeophilus, P. medianus, Prozaedyus aff. impressus, cf. Sallacyon hoffstetteri, Scotamys antiquus, Stenotatus aff. ornatus, Trachytherus spegazzinianus, Astrapotherium sp., Coresodon sp., Deuterotherium sp., Hegetotherium sp., Homalodontotherium sp., Leontinia sp., Nesodon sp., Octodontotherium sp., Trimerostephanos sp., Palaeothentidae indet. | Deseado           | [ 26 ] [ 27 ]                                                                                     |
| Mammiferi        | Archaeohyrax suniensis, Argyrohyrax proavus, Asmodeus petrasnerus, Fieratherium sorex, Gualta cuyana, Hegetotheriopsis sulcatus, Mendozahippus fierensis, Meteutatus aff. lagenaformis, Proborhyaena gigantea, Prohegetotherium malalhuense, P. schiaffinoi, P. cf. sculptum, Propachyrucos cf. smithwoodwardi, ?Prozaedyus aff. impressus, Pyrotherium romeroi, Stenotatus aff. ornatus, Trachytherus cf. spegazzinianus, cf. Archaeotypotherium sp., Pharsophorus sp., Proadinotherium sp., Progaleopithecus sp., cf. Prosotherium sp., Acaremyidae indet., Glyptodontidae indet., Interatheriidae indet., Litopterna indet., ?Megalonychidae indet., Notohippidae indet., Toxodontidae indet. | Agua de la Piedra | [ 28 ] [ 29 ] [ 30 ] [ 31 ]                                                                       |
| Mammiferi        | Lophiodolodus chaparralensis, Xenastrapotherium chaparralensis, Proadinotherium sp., Protheosodon sp., Astrapotheriidae indet. | Barzalosa         | [ 32 ]                                                                                            |
| Mammiferi        | Canaanimico amazonensis, Chambiramys shipiborum, C. sylvaticus, Deseadomys cf. arambourgi, Loretomys minutus, Palaeosteiromys amazonensis, Plesiosteiromys newelli, Maquiamys praecursor, Ucayalimys crassidens, Abderites sp., aff. Eosallamys sp., cf. Neoglyptatelus sp., Adelphomyinae indet., Anthropoidea indet., Astrapotheriidae indet., ?Caenolestidae indet., Caviomorpha indet., ?Chinchilloidea indet., Emballonuridae indet., ?Erethizontoidea indet., ?Herpetotheriidae indet., Interatheriinae indet, Litopterna indet., Marsupialia indet., Microbiotheria indet., Mylodontidae indet., Mylodontoidea indet., Notoungulata indet., Octodontoidea indet., ?Palaeothentidae indet., Pampatheriidae indet., ?Rhinolophoidea indet., Tolypeutinae indet., Toxodontidae indet., Typotheria indet., Vespertilionoidea indet. | Chambira          | [ 33 ] [ 34 ] [ 35 ] [ 36 ] [ 37 ]                                                                |
| Mammiferi        | Chilcacetus cavirhinus, Huaridelphis raimondii, Incacetus broggii, Macrosqualodelphis ukupachai, Notocetus vanbenedeni, cf. Kentriodon sp., Cetotheriidae indet., Eurhinodelphinidae indet., Mysticeti indet., Odontoceti indet., Pinnipedia indet., Physeteroidea indet., Squalodelphinidae indet. | Chilcatay         | [ 38 ] [ 39 ] [ 40 ] [ 41 ] [ 42 ] [ 43 ]                                                         |
| Mammiferi        | Urkudelphis chawpipacha | Dos Bocas         | [ 44 ] [ 45 ]                                                                                     |
| Mammiferi        | Dasypodon atavus, Eopachyrucos ranchoverdensis, Fiandraia romeii, Palaeopeltis inornatus, Palmiramys waltheri, Proborhyaena cf. gigantea, Prohegetotherium schiaffinoi, Proterotherium berroi, Pseudohegetotherium palmirense, Scarrittia robusta, Trachytherus spegazzinianus, Urotherium interundatum, Uruguaytherium beaulieui, Argyrohyrax sp., Berthawyleria sp., Cephalomyopsis sp., Doellotatus sp., Eoviscaccia sp., Hegetotherium sp., Protypotherium sp., ?Scelidodon sp., ?Vassallia sp., Archaeohyracidae indet., Dasypodidae indet., Euphractini indet., Glyptatelinae indet., Interatheriinae indet., Leontiniidae indet., Machlydotherium indet., Trachytheriinae indet. | Fray Bentos       | [ 46 ] [ 47 ] [ 48 ] [ 49 ] [ 50 ] [ 51 ] [ 52 ] [ 53 ] [ 54 ]                                    |
| Mammiferi        | Odontoceti indet., Phocidae indet. | Gaiman            | [ 55 ] [ 56 ]                                                                                     |
| Mammiferi        | Diaphorocetus poucheti, Notocetus vanbenedeni, Prosqualodon australis, cf. Kentriodon sp. | Monte León        | [ 57 ] [ 58 ]                                                                                     |
| Mammiferi        | ?Rhynchippus sp. | Petaca            | [ 59 ]                                                                                            |
| Mammiferi        | Eoviscaccia boliviana, Trachytherus spegazzinianus, Cephalomyopsis sp., Glyptatelus sp., Prohegetotherium sp., Borhyaenidae indet., Dasypodidae indet., Macraucheniidae indet., Orophodontidae indet. | Lacayani fauna    | [ 60 ]                                                                                            |
| Mammiferi        | Anayatherium ekacoa, A. fortis, Andinogale sallensis, Antawallathentes illimani, A. quimsacruza, Archaeohyrax suniensis, Branisamys luribayensis, Branisella boliviana, Brucemacfaddenia boliviensis, Cephalomys bolivianus, ?Coniopternium primitivum, Eurygenium pacegnum, Evolestes hadrommatos, Federicoanaya sallaensis, Incamys bolivianus, Kuntinaru boliviensis, Luribayomys masticator, Migraveramus beatus, Notogale mitis, Palaeothentes boliviensis, Paraborhyaena boliviana, Paroctodontotherium calleorum, Pascualihippus boliviensis, Pharsophorus lacerans, Proargyrolagus bolivianus, Prohegetotherium schiaffinoi, Pseudoglyptodon sallaensis, Pyrotherium macfaddeni, cf. Pyrotherium romeroi, Ronwolffia pacifica, Rhynchippus cf. brasiliensis, Sallacyon hoffstetteri, Salladolodus deuterotherioides, Sallamys pascuali, Sallatherium altiplanense, Thadanius hoffstetteri, Trachytherus alloxus, Tricoelodus boliviensis, cf. Acamana sp., cf. Eocoleophorus sp., Glyptatelus sp., aff. Neoreomys sp., Peltephilus sp., Astrapotheriidae indet., Borhyaeninae indet., Dasypodidae indet., Dasyproctidae indet., Megalonychidae indet., Nesodontinae indet., Polydolopidae indet. | Salla             | [ 61 ] [ 62 ] [ 63 ] [ 64 ]                                                                       |
| Mammiferi        | Acarechimys leucotheae, Ancylocoelus frequens, Archaeohyrax patagonicus, Archaeophylus patrius, Archaeotypotherium propheticus, Archaeutatus malaspinensis, Argyrohyrax proavus, Asmodeus osborni, Asteromys punctus, Australohyaena antiqua, Bryanpattersonia sulcidens, Cephalomys arcidens, C. ceciae, C. plexus, Changquin woodi, Chubutomys navaensis, C. simpsoni, Clypeotherium magnum, Coresodon scalpridens, Cramauchenia normalis, Deseadomys arambourgi, Deuterotherium distichum, Draconomys verai, Elmerriggsia fieldia, Eomicrobiotherium matutinum, Eopachyrucos pliciformis, ?Eoviscaccia australis, Epiklohnia verticalis, Ethelomys loomisi, Eurygenium latirostris, Eutrachytherus grandis, Galileomys baios, Hegetotheriopsis sulcatus, Henricofilholia lustrata, H. vucetichia, Hondonadia parca, H. cf. pumila, Incamys bolivianus, I. menniorum, Kramadolops maximus, Leontinia gaudryi, Leucokephalos zeffiae, Liarthrus copei, Litodontomys chubutensis, Llitun notuca, Loncolicu tretos, Maddenia lapidaria, Medistylus dorsatus, Meteutatus lagenaformis, Notodiaphorus crassus, Notogale mitis, Palaeopeltis inornatus, Palaeothentes chubutensis, P. lucina, P. praecursor, Parabderites minusculus, Parastrapotherium holmbergi, Parutaetus? chilensis, Patagonhippus canterensis, P. dukei, Pharsophorus lacerans, P. tenuis, Pilchenia intermedia, Platypittamys brachyodon, Proadiantus excavatus, P. gibbus, Proadinotherium leptognathus, Proborhyaena gigantea, Proeuphractus setiger, Progaleopithecus fissurellatus, P. tournoueri, Prohegetotherium sculptum, Propachyrucos ameghinorum, Prosotherium garzoni, P. triangulidens, ?Protacaremys adilos, Protarchaeohyrax minor, Protheosodon coniferus, Protosteiromys asmodeophilus, P. medianus, Prozaedius impressus, P. planus, Pseudhalmarhiphus guaraniticus, Pyrotherium sorondoi, Rhynchippus equinus, R. pumilus, Rosendolops cf. ebaios, Sadypus tortuosus, Santiagorothia chiliensis, Scarrittia barranquensis, S. canquelensis, Scotamys antiquus, ?Stenotatus aff. ornatus, Trachytherus spegazzinianus, Tricoelodus bicuspidatus, Vallehermosomys mazzonii, ?V. merlinae, Barrancatatus sp., Cephalomyopsis sp., Cochilius sp., Evolestes sp., Octodontotherium sp., Peltephilus sp., Prohegetotherium sp., Trachytherus sp., Caviomorpha indet., ?Chinchilloidea indet., ?Dasyproctidae indet., cf. Eobranisamys indet., Eocardiidae indet., Henricosborniidae indet., Interatheriinae indet., Isotemnidae indet., Macraucheniidae indet., Palaeothentidae indet., Pichipilidae indet., Propalaehoplophorinae indet., Rodentia indet., Stegotheriini indet., Toxodontia indet. | Sarmiento         | [ 65 ] [ 66 ] [ 67 ] [ 68 ] [ 69 ] [ 70 ] [ 71 ] [ 72 ] [ 73 ] [ 74 ] [ 75 ] [ 76 ] [ 77 ] [ 78 ] |
| Mammiferi        | cf. Leontinia gaudryi | São Paulo         | [ 79 ]                                                                                            |
| Mammiferi        | Moqueguahippus glycisma, Rhynchippus cf. pumilus, Sallamys quispea, Trachytherus ramirezi, T. cf. spegazzinianus, cf. Coniopternium sp., cf. Dasypodinae indet., Hegetotheriidae indet., Macraucheniidae indet., Proterotheriidae indet. | Moquegua          | [ 80 ] [ 81 ] [ 82 ] [ 83 ]                                                                       |
| Uccelli          | Cladornis pachypus, Cruschedula revola | Deseado           | [ 84 ]                                                                                            |
| Uccelli          | cf. Andrewsornis sp. | Agua de la Piedra | [ 31 ]                                                                                            |
| Uccelli          | Palaeospheniscus sp. | Chilcatay         | [ 43 ]                                                                                            |
| Uccelli          | Devincenzia gallinali | Fray Bentos       | [ 53 ]                                                                                            |
| Uccelli          | Eretiscus tonnii, Palaeospheniscus patagonicus, Palaeospheniscus wimani, Paraptenodytes antarcticus | Gaiman            | [ 55 ] [ 56 ]                                                                                     |
| Uccelli          | Arthrodytes andrewsi, Paraptenodytes brodkorbi, P. robustus, Pseudospheniscus concavus | Monte León        | [ 57 ]                                                                                            |
| Uccelli          | Spheniscidae indet. | Río Baguales      | [ 85 ]                                                                                            |
| Uccelli          | Phorusrhacidae indet. | Salla             | [ 64 ]                                                                                            |
| Uccelli          | Physornis sp. | Sarmiento         | [ 73 ]                                                                                            |
| Uccelli          | Paraphysornis brasiliensis, Taubatornis campbelli | Tremembé          | [ 86 ] [ 87 ]                                                                                     |
| Uccelli          | Phorusrhacidae indet. | Moquegua          | [ 81 ]                                                                                            |
| Rettili & anfibi | Balanerodus logimus, Gavialidae indet. | Barzalosa         | [ 32 ]                                                                                            |
| Rettili & anfibi | ?Balanerodus sp., Podocnemis sp., cf. Purussaurus sp., cf. Sebecus sp., Anura indet., Booidea indet., Caimaninae indet., Colubroidea indet., Gavialoidea indet., Serpentes indet. | Chambira          | [ 36 ] [ 37 ]                                                                                     |
| Rettili & anfibi | Testudines indet. | Chilcatay         | [ 40 ]                                                                                            |
| Rettili & anfibi | Testudinidae indet. | Fray Bentos       | [ 54 ]                                                                                            |
| Rettili & anfibi | Eusuchia indet., Sebecosuchia indet. | Mugrosa           | [ 88 ]                                                                                            |
| Rettili & anfibi | ?Chelonoidis sp. | Petaca            | [ 59 ]                                                                                            |
| Rettili & anfibi | cf. Calyptocephalella sp., Testudines indet. | Salla             | [ 64 ]                                                                                            |
| Rettili & anfibi | Calyptocephalella canqueli, Neoprocoela edentatus, Eupsophus sp., ?Madtsoia sp., Iguaninae indet., Sebecidae indet. | Sarmiento         | [ 70 ] [ 73 ] [ 74 ]                                                                              |
| Rettili & anfibi | Caiman tremembensis | Tremembé          | [ 87 ]                                                                                            |
| Pesci            | cf. Hydrolycus sp., Leporinus sp., cf. Phractocephalus sp., Potamotrygon sp., Actinopterygii indet., Cichlidae indet., ?Erythrinidae indet., Loricariidae indet., Pimelodidae indet. | Chambira          | [ 36 ] [ 37 ]                                                                                     |
| Pesci            | Carcharhinus cf. brachurus, Carcharodon hastalis, Carcharodon subauriculatus, Hemipristis cf. serra, Isurus desori | Chilcatay         | [ 42 ] [ 89 ] [ 90 ]                                                                              |
| Pesci            | Carcharodon hastalis, Carcharoides catticus, Echinorhinus pozzii, Galeocerdo aduncus, Lamna totuserrata, Megascyliorhinus trelewensis, Heterodontus sp., Labrodon sp., Sphyrna sp., Squatina sp., Molidae indet., Myliobatoidea indet. | Gaiman            | [ 91 ]                                                                                            |
| Pesci            | Isurus dolloi, Striatolamia macrota, Abdounia sp. | Río Baguales      | [ 85 ]                                                                                            |
| Pesci            | Taubateia paraiba | Tremembé          | [ 92 ]                                                                                            |
| Insetti          | ?Archaeodrapetiops elongata, A. mezzalirai, A. nefera, A. transversa, Archaeolycorea ferreirai, Eternia papaveroi, Indusia suguioi, Kleopathra nemogypsia, K. noctodiva, Microbasis longinota, Neorinella garciae, Parafitopteryx duarteae, Paratilgidopsis praecursora, Petisca dryellina, Philodarchia cigana, Psephenella ferreirai, ?Tabanus tremembeensis, Taubocicadellina breviptera, Taubarixa macrocelata, Tauborixella santosae, Tauborixiellopsis breviclavata, Taubatehymen minuta, Tremembaetalion minutum, Tremembecarabus rotundus, Tremembella gracilis, Tremembellina microcelata, Trulaxia primula, Curculioninae indet., Hydrophilidae indet. | Tremembé          | [ 93 ] [ 94 ] [ 95 ] [ 96 ]                                                                       |

## Correlazioni
Il Deseadano della South American land mammal age (SALMA) è equivalente all'Arikareeano nella North American land mammal age (NALMA) e all'Harrisoniano nella versione del 2000 della classificazione. Si sovrappone con l'Hsandagoliano asiatico e con la zona MP 25 dell'Europa, il Waitakiano e l'epoca Landon della Nuova Zelanda.
| Formazione             | Formazione Agua de la Piedra | Formazione Rancahué | Formazione Río Guillermo | Formazione Deseado    | Formazione Sarmiento | Formazione Salla | Fauna Lacayani     | Formazione Fray Bentos | Formazione Moquegua | Formazione Chambira | Formazione Barzalosa       | Formazione Tremembé | Formazione Las Cascadas | Mappa                                                                 |
| Bacino                 | Neuquén                      | Neuquén             | Australe                 | Massiccio del Deseado | Golfo San Jorge      | Salla-Luribay    | Cintura sub-andina | Paraná                 | Moquegua            | Ucayali             | Valle Magdalena superiore] | Traubaté            | Canale di Panama        |                                                                       |
| Paese                  | Argentina                    | Argentina           | Argentina                | Argentina             | Argentina            | Bolivia          | Bolivia            | Uruguay                | Perù}               | Perù}               | Colombia                   | Brasile             | Panama                  |                                                                       |
| ---------------------- | ---------------------------- | ------------------- | ------------------------ | --------------------- | -------------------- | ---------------- | ------------------ | ---------------------- | ------------------- | ------------------- | -------------------------- | ------------------- | ----------------------- | --------------------------------------------------------------------- |
| Archaeohyrax           |                              |                     |                          |                       |                      |                  |                    |                        |                     |                     |                            |                     |                         |                                                                       |
| Prohegetotherium       |                              |                     |                          |                       |                      |                  |                    |                        |                     |                     |                            |                     |                         |                                                                       |
| Pyrotherium            |                              |                     |                          |                       |                      |                  |                    |                        |                     |                     |                            |                     |                         |                                                                       |
| Pharsophorus           |                              |                     |                          |                       |                      |                  |                    |                        |                     |                     |                            |                     |                         |                                                                       |
| Trachytherus           |                              |                     |                          |                       |                      |                  |                    |                        |                     |                     |                            |                     |                         |                                                                       |
| Proadinotherium        |                              |                     |                          |                       |                      |                  |                    |                        |                     |                     |                            |                     |                         |                                                                       |
| Proborhyaena           |                              |                     |                          |                       |                      |                  |                    |                        |                     |                     |                            |                     |                         |                                                                       |
| Meteutatus             |                              |                     |                          |                       |                      |                  |                    |                        |                     |                     |                            |                     |                         |                                                                       |
| Andrewsornis           |                              |                     |                          |                       |                      |                  |                    |                        |                     |                     |                            |                     |                         |                                                                       |
| Uccelli del terrore    |                              |                     |                          |                       |                      |                  |                    |                        |                     |                     |                            |                     |                         |                                                                       |
| Roditori               |                              |                     |                          |                       |                      |                  |                    |                        |                     |                     |                            |                     |                         |                                                                       |
| Rettili                |                              |                     |                          |                       |                      |                  |                    |                        |                     |                     |                            |                     |                         |                                                                       |
| Primati                |                              |                     |                          |                       |                      |                  |                    |                        |                     |                     |                            |                     |                         |                                                                       |
| Flora                  |                              |                     |                          |                       |                      |                  |                    |                        |                     |                     |                            |                     |                         |                                                                       |
| Insetti                |                              |                     |                          |                       |                      |                  |                    |                        |                     |                     |                            |                     |                         |                                                                       |
| Ambiente deposizionale | Alluviale                    | Alluviale           | Fluviale                 | Fluviale              | Fluviale             | Alluviale        | Fluviale-alluviale | Fluviale               | Fluvio-lacustre     | Fluvio-lacustre     | Alluviale-fluviale         | Lacustre            | Fluviale                | Vulcanoclastici del Deseadano Fauna del Deseadano Flora del Deseadano |
| Vulcanico              | Si                           | Si                  |                          |                       | Si                   | Si               | Si                 |                        | Si                  |                     |                            |                     | Si                      | Vulcanoclastici del Deseadano Fauna del Deseadano Flora del Deseadano |